# Sartirana (Merate)
Sartirana (Sartiròna in dialetto brianzolo) è una frazione del comune di Merate posta a nord del centro abitato, verso Calco.

## Sport
La squadra di Sartirana si chiama Team Tigri Sartirana e milita nel settore amatori calcio a 7 Open Brianza girone A.

## Storia
Registrato agli atti del 1751 come un villaggio milanese di 200 abitanti, pochi anni dopo incorporò la frazione di Cassina Fra Martino per un totale di 458 anime, e alla proclamazione del Regno d'Italia nel 1805 risultava avere 566 residenti. Nel 1809 un regio decreto di Napoleone determinò la soppressione dell'autonomia municipale per annessione a Merate, ma gli austriaci annullarono poi il provvedimento al loro ritorno. Il Comune di Sartirana crebbe poi discretamente, tanto che nel 1853 risultò essere popolato da 751 anime, salite a 826 nel 1871. Nel frattempo, nel 1863, il governo italiano aveva cambiato nome alla località in Sartirana Briantea. L'inizio del XX secolo vide la località crescere ulteriormente, registrando 1028 residenti nel 1921. Fu il fascismo a decidere la soppressione del municipio, annettendolo a Merate.